# اسلیم پیکنز
اسلیم پیکنز (انگلیسی: Slim Pickens؛ ۲۹ ژوئن ۱۹۱۹ – ۸ دسامبر ۱۹۸۳) هنرپیشه اهل ایالات متحده آمریکا بود.
از فیلم‌هایی که وی در آن نقش داشته است، می‌توان به دکتر استرنجلاو، ۱۹۴۱، پالان‌های درخشان، گریز، سیاه‌چاله، سرود کیبل هوگ و آقای میلیاردر اشاره کرد.

## سال های پایانی و مرگ
پیکنز در آخرین سال های زندگی خود با همسرش در کلمبیا، کالیفرنیا زندگی می کرد . او پس از جراحی تومور مغزی در بیمارستانی در مودستو در 8 دسامبر 1983 درگذشت . از او همسر و فرزندانش، توماس مایکل لیندلی و مارگارت لوئیز ویتمن (با نام خانوادگی لیندلی) و همچنین دخترخوانده‌اش، دریل آن جیاردینو (با نام خانوادگی لیندلی) که او انتخاب کرده بود، به یادگار بگذارد. مراسم تشییع جنازه او در کلیسای پرزبیتریان چهل نینرز در کلمبیا، کالیفرنیا، جایی که او یکی از اعضای آن بود، برگزار شد.  خاکستر او در مناطق دنباله دار مورد علاقه اش پراکنده شد.  همسرش در سال 2011 درگذشت.